# Neuenkirchen (Rietberg)
Neuenkirchen – dzielnica niemieckiego miasta Rietberg, w kraju związkowym Nadrenia Północna-Westfalia, w rejencji Detmold, w powiecie Gütersloh. Dzielnica leży w północnej części miasta, nad rzeką Wapelbach. Zamieszkuje ją 5859 osób (2007).

## Historia
Pierwsze wzmianki pochodzą z 1185, miejscowość nazywano wówczas Nyen Kerken. W XIII wieku za sprawą Karolingów kościół parafialny z Wiedenbrück utworzył tu filię pw. św. Małgorzaty (St. Margareta).
Przez miejscowość przebiegał ważniejszy szlak pocztowy. Mieściła się tutaj siedziba sądu dla północnej części hrabstwa Rietberg, została jednak przeniesiona w 1836 do Verl.
W latach 1880–1881 wybudowano główną synagogę hrabstwa Rietberg, dzięki temu Neuenkirchen stało się bardzo ważnym miejscem w regionie. Synagogę w 1938 zburzyli narodowi socjaliści, wysiedlili również stąd całą społeczność żydowską.
W wyniku reform administracyjnych Neuenkirchen w 1970 stało się dzielnicą miasta Rietberg.